# غابیدن مصطفین
غابیدن مصطفین (قزاقی: Ғабиден Мұстафин) یک شهرستان در قزاقستان است که در استان قراغندی واقع شده‌است. این شهرک ۳۹۹۷ نفر جمعیت دارد.